# Michael Borg-Laufs
Michael Borg-Laufs (* 19. Mai 1962 in Essen) ist ein deutscher Diplom-Psychologe und Psychotherapeut und arbeitet u. a. auf den Gebieten der Kinder- und Jugendlichenpsychotherapie und der psychosozialen Diagnostik sowie der Verhaltenstherapie. Herausgeber eines der ersten verhaltenstherapeutischen Lehrbücher zur Kinderpsychotherapie (1999) und Autor zahlreicher wissenschaftlicher Publikationen zur psychosozialen Arbeit mit Kindern und Jugendlichen. Besondere Beachtung findet sein Ansatz der grundbedürfnisorientierten Kinderpsychotherapie.

## Leben
Er studierte von 1984 bis 1989 Psychologie mit dem Nebenfach Soziologie an der Ruhr-Universität Bochum. Bis zu einer Promotion zum Dr. phil. an der Universität Bremen im Jahre 1996 bildete er sich über die Deutsche Gesellschaft für Verhaltenstherapie (DGVT) und die Fernuniversität in Hagen zum Psychotherapeuten mit dem Schwerpunkt Verhaltenstherapie weiter. Parallel zu seinen psychosozialen Tätigkeiten (u. a. als Leiter einer Erziehungsberatungsstelle in Essen) und als Lehrbeauftragter an der Universität Wuppertal (1997–2002) begann Borg-Laufs sein Wirken als Dozent, Selbsterfahrungsanleiter, Supervisor, Gutachter und Prüfer im Rahmen psychotherapeutischen Ausbildung an verschiedenen Instituten in ganz Deutschland. Seit 2003 hat er die Professur „Theorie und Praxis psychosozialer Arbeit mit Kindern“ am Fachbereich Sozialwesen der Hochschule Niederrhein inne, von 2013 bis 2024 war er Dekan des Fachbereiches. Borg-Laufs hat dort den Masterstudiengang „Psychosoziale Beratung und Mediation“ maßgeblich mitentwickelt.
Berufspolitisch setzt er sich insbesondere für den Erhalt einer biopsychosozialen Sichtweise in der Psychotherapie ein und kämpft darum, dass sozialarbeiterische Ausbildungsinhalte in der Psychotherapie-Ausbildung Bedeutung erhalten. Er war von 2000 bis 2010 Sprecher der Fachgruppe Kinder- und Jugendlichenpsychotherapie der Deutschen Gesellschaft für Verhaltenstherapie (DGVT), außerdem Gründungsvorsitzender (2002–2005) des Ausschusses Kinder- und Jugendlichenpsychotherapie der Psychotherapeutenkammer NRW sowie Gründungsmitglied des gleichen Ausschusses der Bundespsychotherapeutenkammer. Darüber hinaus von 2003 bis 2008 Mitglied der Sachverständigenkommission Psychotherapie des IMPP und von 2009 bis 2013 Mitglied der Audit-Kommission Psychotherapie des Instituts für medizinische und pharmazeutische Prüfungsfragen.

## Ehrungen
Im Jahre 2008 und erneut im Jahr 2019 erhielt Borg-Laufs den Lehrpreis der Hochschule Niederrhein für herausragende Leistungen in der Lehre. Im Jahre 2013 erhielt er den Bücherpreis der Hochschule Niederrhein und der Commerzbank für seine Veröffentlichungen zu psychischen Grundbedürfnissen bei Kindern und Jugendlichen. 2025 hat er den Preis der Deutschen Gesellschaft für Verhaltenstherapie für seine herausragenden Beiträge zur Kinder- und Jugendlichenpsychotherapie in Deutschland erhalten.

## Publikationen (Auswahl)
Monographien
- M. Borg-Laufs: "Psychologie für die Arbeit mit Kindern und Jugendlichen mit psychischen Problemen." Beltz, Weinheim 2025, ISBN 978-3-779-961406.
- M. Borg-Laufs, M. Breithaupt-Peters, E. Jankowski: "Therapie-Tools Bindung und Bindungsstörungen." Beltz, Weinheim 2021, ISBN 978-3-621-28667-1.
- M. Borg-Laufs, B. Seidenstücker, W. Röchling: Gutachtliche Stellungnahmen in der Sozialen Arbeit. Beltz, Weinheim 2021, ISBN 978-3-779-92367-1
- M. Borg-Laufs: Die Funktionale Analyse. Ein praktischer Leitfaden für Psychotherapie, Sozialarbeit und Beratung. Springer, Heidelberg 2020, ISBN 978-3-658-30811-7.
- M. Borg-Laufs, S. Gahleitner, H. Hungerige: Schwierige Situationen in Therapie und Beratung mit Kindern, Jugendlichen und Familien. PVU, Weinheim 2012, ISBN 978-3-621-27944-4.
- D. Wälte, M. Borg-Laufs, B. Brückner: Psychologische Grundlagen der Sozialen Arbeit. Kohlhammer, Stuttgart 2011, ISBN 978-3-17-021092-9.
- B. Beck, M. Borg-Laufs: Sind Sozialarbeiter nicht (mehr) gut genug? Betrachtungen zur Überarbeitung des Psychotherapeutengesetzes. Schriftenreihe des Fachbereichs Sozialwesen, Mönchengladbach 2011, ISBN 978-3-933493-28-6.
- M. Borg-Laufs: Störungsübergreifendes Diagnostik-System für die Kinder- und Jugendlichenpsychotherapie (SDS-KJ). Manual für die Therapieplanung. DGVT, Tübingen 2011, ISBN 978-3-87159-899-9.
- M. Borg-Laufs, H. Hungerige: Selbstmanagementtherapie mit Kindern. Ein Praxishandbuch. Klett-Cotta, Stuttgart 2010, ISBN 978-3-608-20028-7.
- M. Borg-Laufs, H. Hungerige: Kommentierte Literaturliste für die Ausbildung in Kinder- und Jugendlichenpsychotherapie (Schwerpunkt Verhaltenstherapie). DGVT-Verlag, Tübingen 2010, ISBN 978-3-87159-828-9.
- M. Borg-Laufs: Aggressives Verhalten: Mythen und Möglichkeiten. DGVT, Tübingen 1997, ISBN 3-87159-017-7.
- M. Borg-Laufs: Strukturierungshilfen zur Erstellung von Falldokumentationen. Materiale für die Praxis Nr. 36. DGVT, Tübingen 1997, ISBN 3-87159-336-2.
- M. Borg-Laufs: Das Training mit aggressiven Kindern aus der Perspektive der Selbstmanagementtherapie. Eine Praxisstudie. Peter Lang, Frankfurt 1996, ISBN 3-631-30285-1.
- M. Borg-Laufs, L. Duda: Zur sozialen Konstruktion von Geschmackswahrnehmung. Vieweg, Braunschweig 1991, ISBN 3-322-90141-6.

Herausgeberbände
- D. Wälte, M. Borg-Laufs (Hrsg.): Psychosoziale Beratung. Grundlagen, Diagnostik, Intervention. Kohlhammer, Stuttgart 2018, ISBN 978-3-17039-158-1.
- M. Borg-Laufs (Hrsg.): Soziale Online-Netzwerke in Beratung und Therapie. DGVT, Tübingen 2015, ISBN 978-3-87159-917-0.
- M. Borg-Laufs, K. Dittrich (Hrsg.): Psychische Grundbedürfnisse in Kindheit und Jugend. Perspektiven für Soziale Arbeit und Psychotherapie. DGVT, Tübingen 2010, ISBN 978-3-87159-915-6.
- M. Borg-Laufs, S. Krönchen, P. Schäfer, I. Schubert (Hrsg.): Franz Christian Schubert: Individuum und Gesellschaft. Beiträge aus 30 Jahren psychologischer Forschung anlässlich der Emeritierung von Franz Christian Schubert. Schriftenreihe des Fachbereichs Sozialwesen, Mönchengladbach 2008.
- R. Merod, H. Liebeck, M. Borg-Laufs (Hrsg.): Verhaltenstherapeutische Fallberichte für die Ausbildung zum Kinder- und Jugendlichenpsychotherapeuten / zur Kinder- und Jugendlichenpsychotherapeutin. DGVT, Tübingen 2008, ISBN 978-3-87159-068-9.
- M. Borg-Laufs (Hrsg.): Lehrbuch der Verhaltenstherapie mit Kindern und Jugendlichen, Band II: Diagnostik und Intervention. DGVT, Tübingen 2007, ISBN 978-3-87159-072-6.
- M. Borg-Laufs (Hrsg.): Lehrbuch der Verhaltenstherapie mit Kindern und Jugendlichen, Band I: Grundlagen. DGVT, Tübingen 2007, ISBN 978-3-87159-071-9.
- H. P. Michels, M. Borg-Laufs (Hrsg.): Schwierige Zeiten – Beiträge zur Psychotherapie mit Jugendlichen. DGVT, Tübingen 2003, ISBN 3-87159-901-8.

Herausgabe von Zeitschriften
- Mitglied des Herausgeberteams und Schriftleiter der „Verhaltenstherapie mit Kindern und Jugendlichen – Zeitschrift für die psychosoziale Praxis“ (dgvt-Verlag, 2005–2015) ISSN 1861-1923.

Herausgeberreihen
- M. Borg-Laufs, H. P. Michels (Hrsg.): KiJu – Psychologie und Psychotherapie im Kindes- und Jugendalter. (Buchreihe im DGVT-Verlag) (erscheint seit 2003).